# Monolithe Bennett
Le monolithe Bennett, également stèle Bennett (du nom de son découvreur Wendell Clark Bennett, monolithe de Pachamama (bien qu'il n'y ait pas de lien évident avec Pachamama) ou stèle no 10 (selon la classification du Centro de Investigaciones Arqueologicas Antropologicas y Administracion de Tiwanaku (CIAAAT)), est une stèle de 7,3 m de haut qui a été trouvée dans les ruines du site de Tiwanaku. C'est la plus haute stèle jamais trouvée dans les Andes. Le monolithe, ou stèle, a été sculptée par la culture Tiwanaku, une civilisation précolombienne. La capitale de l'empire Tiwanaku était la ville de Tiwanaku, qui se trouve à près de 4 000 mètres d'altitude sur le haut plateau de l'Altiplano, près du lac Titicaca en Bolivie. La stèle se caractérise par sa richesse de symboles et de motifs.

## Données de base
Le monolithe mesure 7,3 mètres de haut, est large de 1,20 mètre et pèse quelque 20 tonnes et est en grès. L'iconographie corporelle du monolithe montre, entre autres, la « figure représentée de face » typique de l'iconographie de Tiwanaku, qui est entourée de figures subsidiaires. Il a été trouvé in situ dans la "cour engloutie" du temple souterrain de Tiwanaku et peut être attribué à un genre de monolithe spécifique de la culture Tiwanaku, les monolithes de présentation. Le monolithe (ou stèle) a été érigé dans le temple semi-enterré de Tiwanaku à côté d'une stèle plus ancienne de style Yaya Mama (stèle "El Barbado"). Le monolithe daterait de 373 apr. J.-C..

## Histoire

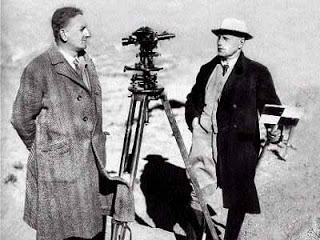
Bennett et Posnansky à Tiwanaku.

La stèle a été découverte en 1932 par l'archéologue américain Wendell Clark Bennett (1905-1953) au centre du temple semi-enterré de Tiwanaku. Les journaux nationalistes boliviens ont alors attaqué Wendell et l'ont présenté comme un étranger. D'autres fouilles ont été interrompues en raison des tensions politiques entre la Bolivie et le Paraguay. Craignant que les habitants et les touristes ne détruisent le monolithe, le chercheur autrichien Arthur Posnansky organise la relocalisation du monolithe à La Paz. En signe de patriotisme, la stèle a été placée dans le centre-ville afin qu'elle soit clairement visible pour tous les habitants. Les élites boliviennes blanches méprisaient le monolithe et considéraient l'artefact précolombien comme un témoignage primitif d'une culture perdue. Au fil du temps, le monolithe a inspiré à la fois des artistes et des nationalistes indigènes. En 1940, la stèle est transportée dans un musée en plein air. Victime de graffitis, elle est ensuite ramenée à Tiwanaku en 2002. À Tiwanaku, elle se trouve maintenant dans une pièce séparée du musée régional de Tiwanaku.

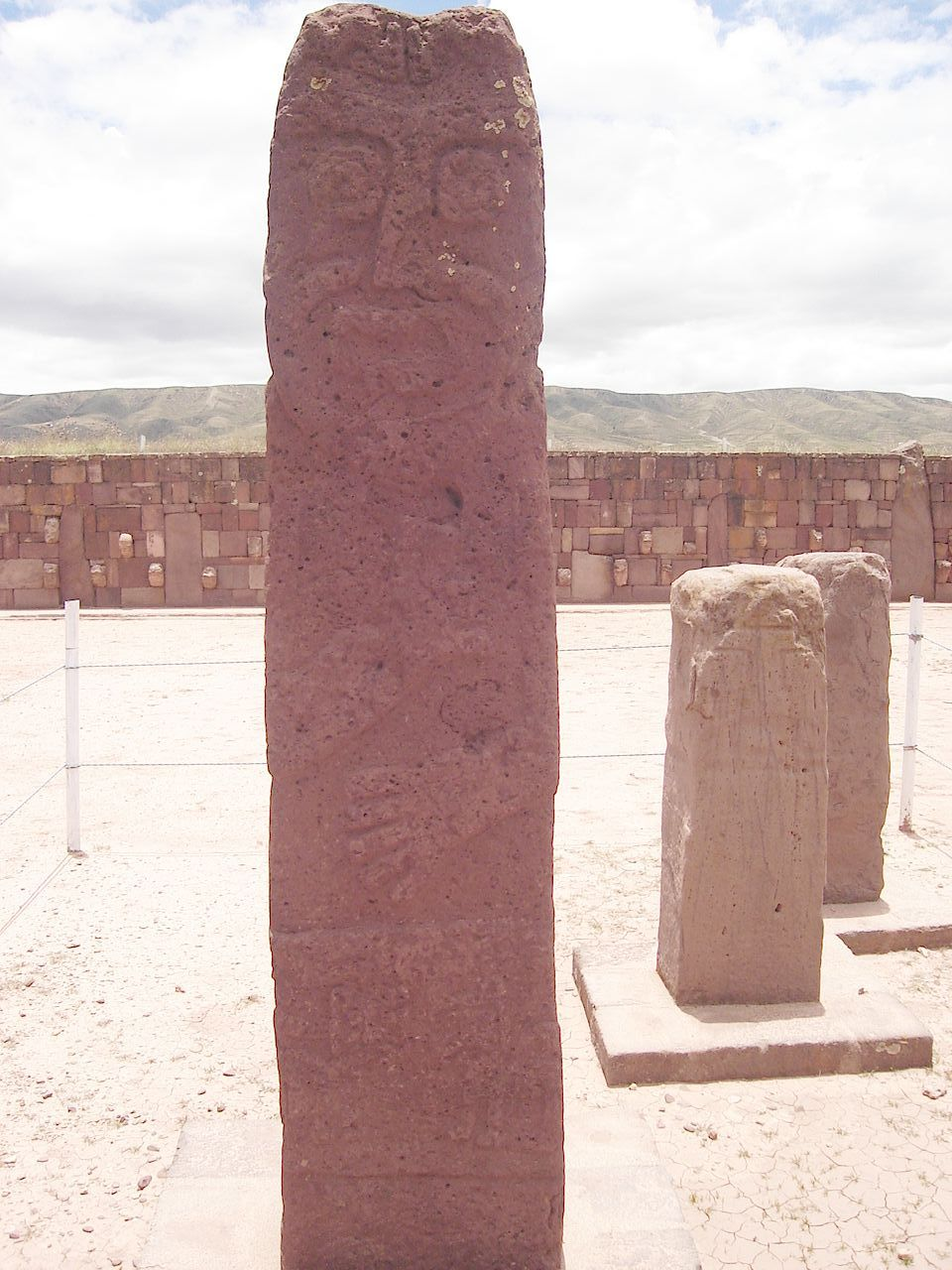
Stèle subsidiaire de style Yaya Mama no 15 (au premier plan), retrouvée in situ dans le temple semi-enterré.
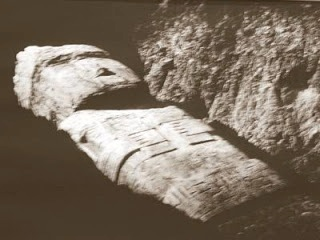
La stèle Bennett après la fouille
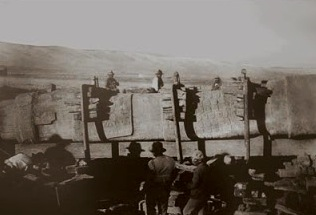
La stèle Bennett lors du transport de Tiwanaku au musée Miraflores de La Paz en 1933
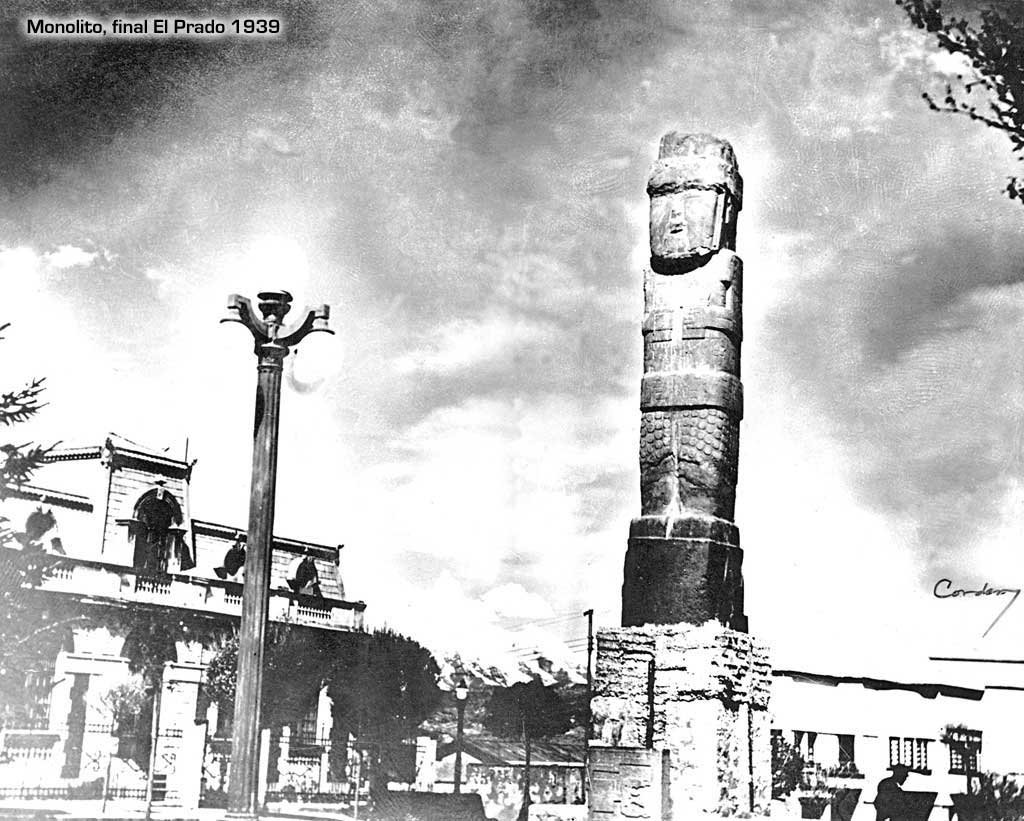
La stèle Bennett dans le centre-ville de La Paz sur le Prado, Avenida 16 de Julio
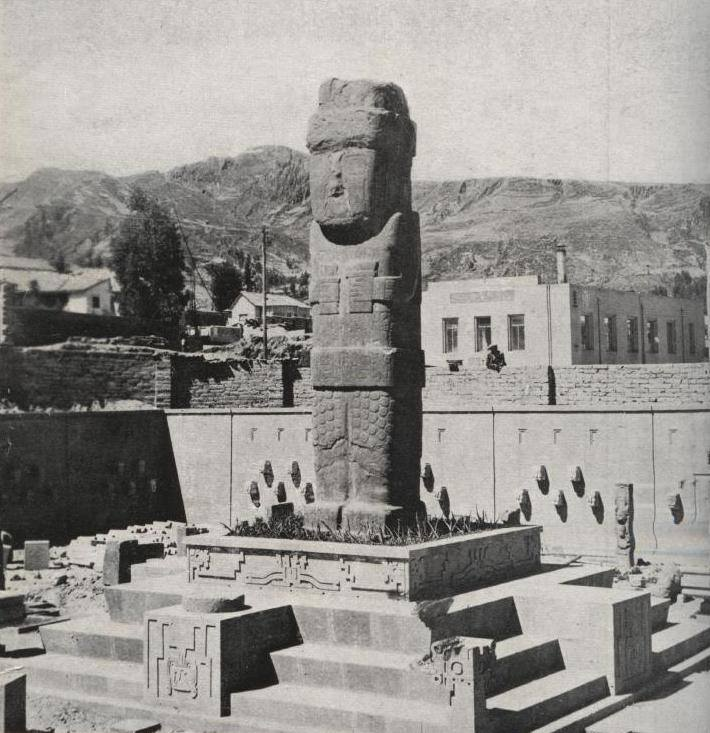
Dans le musée à ciel ouvert à La Paz, avant que la stèle ne soit restituée sur son lieu d'origine